# Franz Knieps
Franz Knieps (* 10. Juli 1956) ist ein deutscher Jurist, Krankenversicherungsexperte und Vorstandsvorsitzender des BKK Dachverband e.V. Er war als Abteilungsleiter im Bundesministerium für Gesundheit unter Bundesministerin Ulla Schmidt (SPD) einer ihrer wichtigsten Berater, sozusagen die graue Eminenz und übte erheblichen Einfluss auf die Gesundheitspolitik von 2003 bis 2009 aus.

## Leben
Franz Knieps studierte in den Jahren 1975 bis 1981 Rechtswissenschaften an der Rheinischen Friedrich-Wilhelms-Universität Bonn und der Albert-Ludwigs-Universität Freiburg. Von 1982 bis 1986 war Knieps als Wissenschaftlicher Mitarbeiter von Bernd von Maydell am Institut für Arbeitsrecht und Recht der sozialen Sicherheit an der Rheinischen Friedrich-Wilhelms-Universität Bonn tätig. Von 1986 bis 1987 war er Referent für rechtspolitische Grundsatzfragen beim AOK-Bundesverband. Von dort wurde er zur Unterstützung der Arbeiten an der Gesundheitsreform von Bundesminister Norbert Blüm (CDU) 1987 bis 1988 an das Bundesministerium für Arbeit und Sozialordnung abgeordnet. Im Jahr 1989 kehrte er zum AOK-Bundesverband als Leiter des Stabsbereichs Politik zurück. Diese Aufgabe hatte er bis 2003 inne, seit 1998 in der Position des Geschäftsführers Politik. 
Nach der Volkskammerwahl in der DDR im März 1990 war er bis zu deren Beitritt zur Bundesrepublik als politischer Berater der Ministerin Regine Hildebrandt (SPD) tätig. Das SPD-Mitglied Knieps wurde im Februar 2003 von Ulla Schmidt zum Leiter der Abteilung Gesundheitsversorgung, Gesetzliche Krankenversicherung, Pflegeversicherung im Bundesministerium für Gesundheit berufen. Im Dezember 2009 wurde er von Bundesgesundheitsminister Philipp Rösler in den einstweiligen Ruhestand versetzt. Seitdem war Knieps bis Februar 2013 in der Unternehmensberatung Wiese-Consult tätig; von März 2013 bis Juni 2013 war er in der WMP HealthCare GmbH tätig. Seit Juli 2013 ist er Vorstandsvorsitzender des BKK Dachverbandes. Aus diesem Amt wird er planmäßig am 30. Juni 2025 ausscheiden.
Franz Knieps ist verwitwet und hat zwei Kinder.